# Carl Lührß
Carl Lührß (* 7. April 1824 in Schwerin; † 11. November 1882 in Berlin) war ein deutscher Komponist.

## Leben
Sein Vater war der Schweriner Schlossorganist und Hofmusiker Friedrich Lührß, der ihm auch die erste musikalische Ausbildung erteilte. Ab 1840 studierte er an der Akademie der Künste in Berlin, wo Felix Mendelssohn Bartholdy auf ihn aufmerksam wurde und ihn unterrichtete. 1841 trat er erstmals öffentlich als Pianist auf. 1847 bis 1848 unternahm er eine Reise nach Italien und kehrte anschließend nach Schwerin zurück. 1851 nahm er seinen Wohnsitz in Berlin.
Lührß galt als großes Talent, stellte seine kompositorische Tätigkeit jedoch nach seiner Heirat mit einer vermögenden Frau (1851) weitgehend ein. Sein vermutlich letztes Werk gelangte 1874 zur Uraufführung.
Er wohnte zuletzt in der Derfflingerstraße 14 in Berlin-Tiergarten, wo er im Alter von 58 Jahren starb.
Sein Nachlass, bestehend aus Notendrucken und Musikhandschriften (5 Kisten, ca. 100 Bände), befindet sich in der Universität der Künste Berlin.
Zahlreiche Werke scheinen verschollen zu sein, darunter ein Psalm (1845), die unvollendete Oper Die Belagerung von Saragossa, deren Ouvertüre 1863 zur Aufführung kam, sowie die Ouvertüre Im Frühling (1865).

## Werke (Auswahl)

### Orchesterwerke
- Sinfonie Nr. 1 Es-Dur (1843)[6]
- Sinfonie Nr. 2 d-Moll (1849)[7]
- Violinkonzert A-Dur (1858), vermutlich für Joseph Joachim entstanden, aber nicht aufgeführt[8]

### Kammermusik
- Streichquartett d-Moll (1845); uraufgeführt am 17. Februar 1845 in der Berliner Singakademie[9]
- Klaviertrio c-Moll op. 16. Schlesinger, Berlin 1846
- Drei Violinsonaten op. 21. Breitkopf und Härtel, Leipzig 1850
- Klavierquartett A-Dur op. 26. Bartholf Senff, Leipzig 1855
- Violinsonate F-Dur op. 31. Bartholf Senff, Leipzig 1862
- Streichquartett E-Dur op. 38 (1874).[10] Ries & Erler, Berlin 1883

### Klaviermusik
- Drei Klaviersonaten op. 20. Kistner, Leipzig 1850
- Märchen. Kleine Tonstücke für Klavier op. 25, 3 Hefte, gewidmet Wilhelmine Clauss. T. Trautwein, Berlin 1852–1854
- Barcarolle Ges-Dur, gewidmet der Stiftsdame Emilie von Waldenburg. Bartholf Senff, Leipzig 1852
- 3 Danses brillantes, gewidmet Sophie von Seidlitz. Bartholf Senff, Leipzig 1854
  - Mazurka h-Moll
  - Galopp Es-Dur
  - Valses B-Dur
- Drei Klaviersonaten op. 33. Bartholf Senff, Leipzig 1862
- Walzer für Klavier op. 35. Bartholf Senff, Leipzig 1872